# Tenacious D (álbum)
Tenacious D es el título del álbum debut del grupo estadounidense de hard rock del mismo nombre, conformado por los actores y músicos Jack Black y Kyle Gass. Lanzado en 2001 bajo el sello discográfico Epic Records.

## Lista de canciones
| N.º   | Título                            | Duración |  |
| 1.    | «Kielbasa»                        | 3:02     |  |
| 2.    | «One Note Song» (Conversación)    | 1:28     |  |
| 3.    | «Tribute»                         | 4:08     |  |
| 4.    | «Wonderboy»                       | 4:07     |  |
| 5.    | «Hard Fucking» (Conversación)     | 0:36     |  |
| 6.    | «Fuck Her Gently»                 | 2:03     |  |
| 7.    | «Explosivo»                       | 1:55     |  |
| 8.    | «Dio»                             | 1:41     |  |
| 9.    | «Inward Singing» (Conversación)   | 2:13     |  |
| 10.   | «Kyle Quit The Band»              | 1:30     |  |
| 11.   | «The Road»                        | 2:20     |  |
| 12.   | «Cock Pushups» (Conversación)     | 0:47     |  |
| 13.   | «Lee»                             | 1:02     |  |
| 14.   | «Friendship Test» (Conversación)  | 1:31     |  |
| 15.   | «Friendship»                      | 2:00     |  |
| 16.   | «Karate Schnitzel» (Conversación) | 0:37     |  |
| 17.   | «Karate»                          | 1:05     |  |
| 18.   | «Rock Your Socks»                 | 3:33     |  |
| 19.   | «Drive-Thru» (Conversación)       | 3:01     |  |
| 20.   | «Double Team»                     | 3:11     |  |
| 21.   | «City Hall»                       | 6:47     |  |
| 48:37 |                                   |          |  |

## Créditos

### Alineación principal
- Jack Black - Voz principal, Guitarra acústica
- Kyle Gass - Guitarra acústica, Coros

### Músicos invitados
- Steve McDonald - Bajo
- Warren Fitzgerald - Guitarra eléctrica
- Dave Grohl - Batería, Guitarra eléctrica
- Page McConnell - Teclados
- Woody Jackson - Sitar en Kielbasa
- Ken Andrews - Guitarra en Tribute, Kyle Quit the Band, The Road, y Friendship
- Alfredo Ortiz - Batería en Tribute, Friendship, Rock Your Socks, y Double Team
- Andrew Gross - Cuerdas en Fuck Her Gently
- John King - Efectos delay “Echoplex” en Explosivo

### Producción
- Producido por los Dust Brothers.
- Grabado en los estudios PCP Labs, The Boat, y Arch Angel Studios.
- Masterizado por Tom Baker en Precision Mastering.

### Diseño
- Sean Murphy - Fotografía